# 大普萊索湖

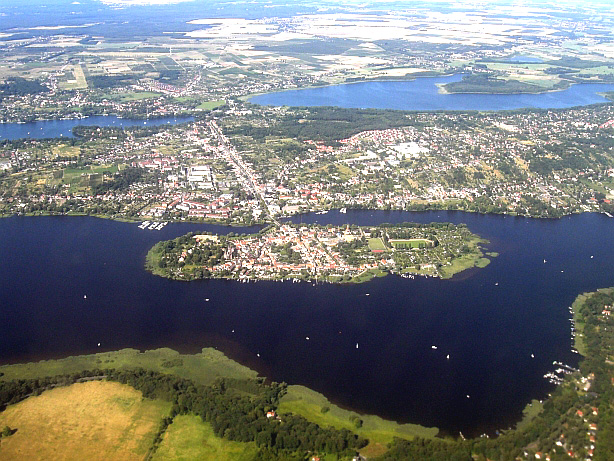

52°22′51″N 12°53′55″E / 52.38083°N 12.89861°E
大普萊索湖（德語：Großer Plessower See），是德國的湖泊，位於該國西南部，由勃蘭登堡州負責管轄，處於波茨坦-米特爾馬克縣，長5.1公里、寬1.3公里，面積3.22平方公里，海拔高度24米，平均水深4.5米，最大水深16米，水體容量2,000萬立方米。